# セッティモ・トリネーゼ
セッティモ・トリネーゼ（伊: Settimo Torinese）は、イタリア共和国ピエモンテ州トリノ県にある、人口約47,000人の基礎自治体（コムーネ）。

## 地理

### 位置・広がり

#### 隣接コムーネ
隣接するコムーネは以下の通り。
- ブランディッツォ
- カスティリオーネ・トリネーゼ
- ガッシーノ・トリネーゼ
- レイニ
- マッパノ
- サン・マウロ・トリネーゼ
- サン・ラッファエーレ・チメーナ
- トリーノ
- ヴォルピャーノ

## 行政

### 分離集落
セッティモ・トリネーゼには、以下の分離集落（フラツィオーネ）がある。
- Borgata Paradiso, Fornacino, Mezzi Po, Villaggio Olimpia, Villaggio Ulla

## 経済・産業
当地に本社を置く企業には、スパルコ（自動車関連部品メーカー）などがある。

## 姉妹都市
- Valls、スペイン
- シャヴィル、フランス
- エン州市、中国
- モンタルト・ドーラ、イタリア
- カヴァルツェレ、イタリア
- モンテジルヴァーノ、イタリア
- イスキテッラ、イタリア
- リオネーロ・イン・ヴルトゥレ、イタリア